# Марион (Айова)
Ма́рион (англ. Marion) — город в округе Линн, штат Айова, США. Расположен рядом с Сидар-Рапидс. Население в 2010 году составляло 34768 человек.

## История
Город назван в честь Фрэнсиса Мэриона, героя Войны за независимость США. Это место было выбрано в 1839 году в качестве первого административного центра недавно образованного округа Линн. После многих лет дебатов по поводу переноса административного центра в Сидар-Рапидс, в 1919 году было проведено голосование, на котором 9 960 человек проголосовали за перенос и 4823 — против.
Каждый год в городе проводится «Фестиваль болотных лисиц», названный в честь «болотного лиса» — прозвища Фрэнсиса Мариона во время Войны за независимость.
В городе находилась семинария Св. Берхмана, основанная в 1905 году сёстрами милосердия как школа-интернат для мальчиков. Академия, закрытая в 1942 году, состояла из пяти зданий, расположенных на 23 акрах. Одним из самых известных жителей был Дон Амичи — актёр известного фильма «Кокон», который жил в этом учреждении в юношестве. Сегодня осталось только главное здание, в нём сейчас расположены квартиры.
В ноябре 2019 года мэр Ник Абу-Ассали выиграл второй срок у Мэри Лу Пазур, набрав 70 процентов голосов.

## Экономика
В 1984 году была основана корпорация экономического развития Марион — государственно-частное партнёрство для поддержки бизнеса и экономического развития города.